# Paracheilinus hemitaeniatus
Paracheilinus hemitaeniatus là một loài cá biển thuộc chi Paracheilinus trong họ Cá bàng chài. Loài này được mô tả lần đầu tiên vào năm 1977.

## Từ nguyên
Từ định danh được ghép bởi hai âm tiết trong tiếng Hy Lạp cổ đại: hēmi (ἡμι; "một nửa") và tainía (ταινία; "dải, sọc"), hàm ý đề cập đến các sọc nâu sẫm ở khoảng nửa thân trước của loài cá này.

## Phân bố và môi trường sống
P. hemitaeniatus ban đầu chỉ được ghi nhận ngoài khơi đảo Madagascar, sau đó được chụp ảnh và thu thập tại bờ biển Nam Phi và quần đảo Comoro, được tìm thấy ở độ sâu khoảng 20–50 m.

## Mô tả
Chiều dài chuẩn lớn nhất được ghi nhận ở P. hemitaeniatus là 6,7 cm.
Cá đực có màu hồng, trừ vùng đầu màu xanh tím nhạt, dần chuyển sang màu trắng ở bụng. Có 3 vệt xanh tím sau mắt, dải giữa đôi khi nối lỏng với vệt vàng ở gốc vây ngực. Khoảng 10 sọc xanh tím thẫm hoặc các sọc đứt đoạn xen kẽ ở hai bên chỉ giới hạn ở nửa thân trước, hầu hết ở phía trên gốc vây ngực. Vây lưng có màu phớt hồng đến vàng với viền đỏ thắm. Vây hậu môn và vây bụng màu vàng. Vây đuôi màu hồng hoặc đỏ nhạt, rìa trên và dưới viền các dải vàng. Không có ghi nhận về màu sắc của cá đực khi vào mùa giao phối.
Số gai vây lưng: 9; Số tia vây lưng: 11; Số gai vây hậu môn: 3; Số tia vây hậu môn: 9; Số gai vây bụng: 1; Số tia vây bụng: 5.